# Tipula (Eumicrotipula) atroscapa
Tipula (Eumicrotipula) atroscapa is een tweevleugelige uit de familie langpootmuggen (Tipulidae). De soort komt voor in het Neotropisch gebied.